# Organistenschule Luzern
Die Organistenschule Luzern war die erste höhere Musikschule Luzerns mit staatlichem Diplom (kantonales Organistenpatent).

## Geschichte
Sie wurde 1889 vom Stiftsorganisten Franz Josef Breitenbach (1853–1934) gegründet. Das Projekt der Gründung einer solchen Schule für die Ausbildung von Theologen und Lehrern zu Organisten stammte aus dem Kreis des Diözesan-Cäcilienverbandes des Bistums Basel. Die Breitenbachsche Organistenschule  fand bald Anerkennung und regelmässige Unterstützung von kirchlicher und staatlicher Behörde, so dass den Schülern eine fachlich solide Grundlage in theoretischer und spieltechnischer Hinsicht geboten werden konnte. Der Unterricht erstreckte sich auf Methodik des Orgelspiels, Begleitung des Chorals und mehrstimmigen Gesanges, Kenntnisse der Orgelkunde, der Musik- und Harmonielehre, des gregorianischen Chorals sowie der Chordirektion und Liturgik. Liturgie und Choralunterricht erteilten Stiftskaplan Jakob Wüest, Pfarrer Ignaz Kronenberg, Komponist, und Friedrich Frei, Kanonikus am Stift St. Leodegar in Luzern. 1911 verzichtete der Diözesanverband als Eigentümer der Schule auf alle bisherigen Rechte und die Organistenschule Luzern wurde ein rein kantonales Institut.

### Leiter der Schule
1889 bis 1905 war Franz Josef Breitenbach Leiter dieser diözesanen und kantonalen Organistenschule, ab 1905 wurde die Schule von seinem Sohn Josef Breitenbach (1880–1955) geführt; 1948 wurde Josef Garovi (1908–1985), seit 1934 Lehrer an der Organistenschule und 1948 Stellvertreter von Stiftsorganist Josef Breitenbach an der Hoforgel, Leiter der Organistenschule Luzern, die er bis zu seiner Berufung ins Wallis (1956) führte. Von 1956 bis 1985 war der Luzerner Stiftsorganist Eduard Kaufmann (1917–1985) für die Schule mit staatlichem Diplom zuständig. 1985, nach dem Tod Eduard Kaufmanns, wurde die Organistenschule nicht mehr weitergeführt.
Bedeutende Schüler waren der Komponist Fritz Brun und Carl Vogler, Direktor des Konservatoriums Zürich.